# Daisuke Katō
Daisuke Katō (加東 大介 Katō Daisuke?, n. 18 februarie 1911, Asakusa-ku⁠(d), prefectura Tokyo⁠(d), Japonia – d. 31 iulie 1975, Takasaki, Japonia) a fost un actor japonez care a apărut în peste 150 de filme, printre care Rashomon (1950), Ikiru (1952), Cei șapte samurai (1954, în rolul vechiului și loialului camarad Shichirōji) și Yojimbo (1961, în rolul „porcului sălbatic” Inokichi) ale lui Akira Kurosawa, precum și în Trilogia Samurailor și Chushingura ale lui Hiroshi Inagaki.

## Carieră
S-a născut ca Tokunosuke Katō într-o familie de artiști ai teatrului kabuki: fratele său mai mare a fost actorul Kunitarō Sawamura și sora sa mai mare a fost actrița Sadako Sawamura. S-a alăturat trupei de teatru Zenshinza în 1933 și a apărut sub numele de scenă Enji Ichikawa într-o serie de producții teatrale, apoi a abandonat teatrul și a început să joace în filme, printre care Ninjō Kami Fūsen (1937) al lui Sadao Yamanaka și Genroku Chūshingura (1941) al lui Kenji Mizoguchi, fiind asemănat adesea în anii 1940 prin farmecul său personal cu Claude Rains și Charles Coburn. În timpul războiului a susținut spectacole pentru militarii japonezi staționați în Noua Guinee. După război s-a întors în Japonia și a semnat un contract cu studioul Daiei Film, apărând acum în filme sub numele de Daisuke Katō.
A jucat roluri secundare în numeroase filme jidaigeki importante, printre care Rashomon (1950), Cei șapte samurai (1954) și Yojimbo (1961) ale lui Akira Kurosawa, precum și în Trilogia Samurailor și Chushingura ale lui Hiroshi Inagaki, și a devenit celebru mai ales în rolul unui angajat loial în seria de comedii Shachō a companiei Toho din anii 1950 și 1960. Katō a fost un actor foarte popular în anii 1950 prin aspectul său corpolent și fața rotundă, iar publicul l-a îndrăgit mult. Nu a apărut doar în comedii și a jucat adesea în filme regizate de regizori celebri precum Kenji Mizoguchi (Akasen chitai (1956)), Yasujirō Ozu (Early Spring (1956)) și Mikio Naruse (When a Woman Ascends the Stairs (1960)).
Daisuke Katō era prietenos și amabil, iar actorul Tatsuo Matsumura (1914-2005), care a debutat în filme în anii 1950, își amintea că a fost tratat ca un egal de Katō, deși acesta din urmă era atunci un actor faimos, iar Matsumura un necunoscut.
Cartea memorialistică despre experiențele sale în timpul războiului, Minami no shima ni yuki ga furu, publicată în 1961, a fost adaptată de televiziunea națională Nippon Hōsō Kyōkai (NHK) într-o dramă de televiziune și ecranizată de două ori în filme de cinema.

## Premii
Daisuke Katō a câștigat premiul Panglica Albastră pentru cel mai bun actor în 1952 pentru rolurile din filmele Kettō Kagiya no Tsuji and Okaasan și în 1954 pentru rolurile din filmele Chiyari Fuji și Koko ni izumi ari.

## Familie
Fiul său, Hiroyuki Katō, s-a căsătorit în mai 1976 cu Kazuko Kurosawa, fiica și designera de costume a lui Akira Kurosawa. Nepotul său din căsătoria lui Hiroyuki cu Kazuko este actorul Takayuki Katō (n. 1977). Daisuke Katō a fost unchiul actorilor Masahiko Sugawa și Hiroyuki Nagato.

## Filmografie selectivă

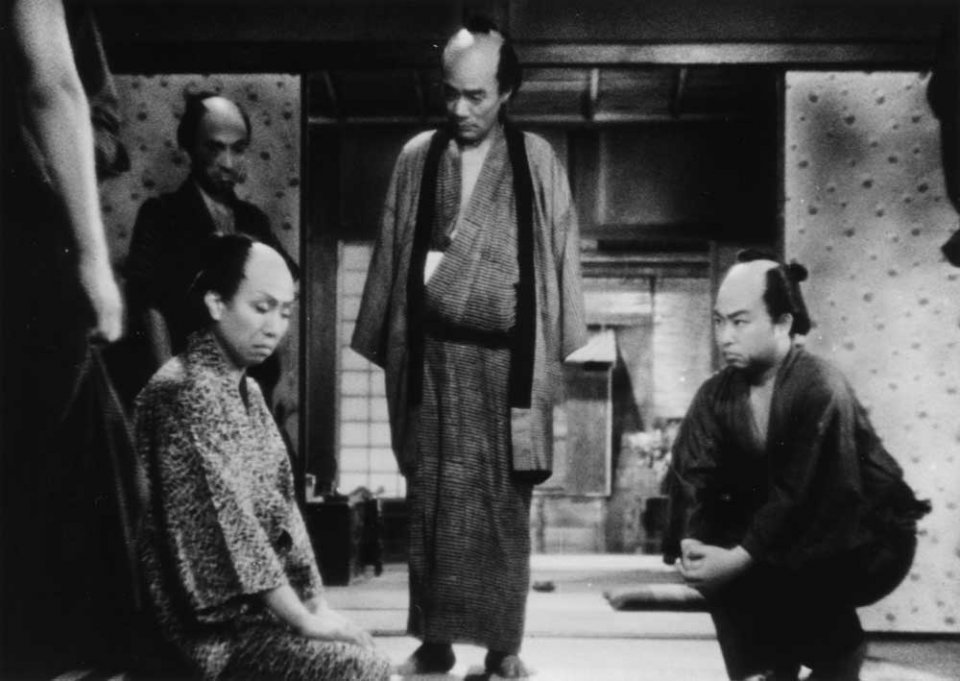
Daisuke Katō (la dreapta) în Pauvres humains et ballons de papier (1937)

- 1937: Pauvres humains et ballons de papier (人情紙風船 Ninjō kamifūsen?), regizat de Sadao Yamanaka
- 1941: La Vengeance des 47 rōnin (元禄忠臣蔵 前篇 Genroku Chushingura?), regizat de Kenji Mizoguchi
- 1949: Le Fantôme de Yotsuya (四谷怪談 Yotsuya kaidan?), regizat de Keisuke Kinoshita
- 1950: Rashōmon (羅生門?), regizat de Akira Kurosawa - polițistul[10]
- 1951: Le Palanquin mystérieux (おぼろ駕籠 Oborokago?), regizat de Daisuke Itō
- 1952: La Vie d'O'Haru femme galante (西鶴一代女 Saikaku ichidai onna?), regizat de Kenji Mizoguchi - Tasaburo Hishiya[11]
- 1952: La Mère (おかあさん Okaasan?), regizat de Mikio Naruse
- 1954: Cei șapte samurai (七人の侍 Shichinin no samurai?), regizat de Akira Kurosawa - samuraiul Shichirōji, vechiul camarad al lui Kanbei[12]
- 1955: Le Mont Fuji et la lance ensanglantée (血槍富士 Chiyari Fuji?), regizat de Tomu Uchida
- 1956: La Rue de la honte (赤線地帯 Akasen chitai?), regizat de Kenji Mizoguchi
- 1956: Arachi (嵐?), regizat de Hiroshi Inagaki
- 1956: Au gré du courant (流れる Nagareru?)  de Mikio Naruse
- 1956: Printemps précoce (早春 Soshun?), regizat de Yasujirō Ozu
- 1957: Ōban (大番?), regizat de Yasuki Chiba - Ushinosuke Akabane
- 1957: Pays de neige (雪国 Yukiguni?), regizat de Shirō Toyoda
- 1957: Une femme indomptable (あらくれ Arakure?), regizat de Mikio Naruse
- 1957: Zoku Ōban : Fūun hen (続大番 風雲編?), regizat de Yasuki Chiba - Ushinosuke Akabane
- 1957: Zokuzoku Ōban : Dōto uhen (続々大番 怒濤篇?), regizat de Yasuki Chiba - Ushinosuke Akabane
- 1958: Ōban : Kanketsu hen (大番 完結篇?), regizat de Yasuki Chiba - Ushinosuke Akabane
- 1958: Nuages d'été (鰯雲 Iwashigumo?), regizat de Mikio Naruse
- 1958: Jours de congé à Tokyo (東京の休日 Tōkyō no kyūjitsu?), regizat de Kajirō Yamamoto[13]
- 1960: Quand une femme monte l'escalier (女が階段を上る時 Onna ga kaidan wo agaru toki?), regizat de Mikio Naruse
- 1960: À l'approche de l'automne (秋立ちぬ Aki tachinu?), regizat de Mikio Naruse
- 1960: Filles, épouses et une mère (娘・妻・母 Musume tsuma haha?), regizat de Mikio Naruse
- 1961: Le Garde du corps (用心棒 Yōjinbō?), regizat de Akira Kurosawa - Inokichi, fratele mai mare al lui Unosuke[14]
- 1962: Chronique de mon vagabondage (放浪記 Hōrōki?), regizat de Mikio Naruse
- 1962: Le Goût du saké (秋刀魚の味 Sanma no aji?), regizat de Yasujirō Ozu
- 1963: L'Histoire de la femme (女の歴史 Onna no rekishi?), regizat de Mikio Naruse: prietenul bucătar al lui Akimoto
- 1966: L'Étranger à l'intérieur d'une femme (女の中にいる他人 Onna no naka ni iru tanin?), regizat de Mikio Naruse
- 1966: Délit de fuite (ひき逃げ Hikinige?), regizat de Mikio Naruse
- 1967: Nuages épars (乱れ雲 Midaregumo?), regizat de Mikio Naruse

## Premii și distincții
- 1952: Premiul Panglica Albastră pentru cel mai bun actor în rol secundar pentru interpretările sale din Kettô kagiya no tsuji și Okasan[15]
- 1952: Premiul Mainichi pentru cel mai bun actor în rol secundar pentru interpretarea sa din Okasan[16]
- 1955: Premiul Panglica Albastră pentru cel mai bun actor în rol secundar pentru interpretările sale din A Bloody Spear on Mt. Fuji și Here Is a Spring[17]

## Legături externe
- Daisuke Katō la Internet Movie Database
- Daisuke Katō pe Japanese Movie Database
- Daisuke Katō la Find a Grave